# Maucourt-sur-Orne
Maucourt-sur-Orne est une commune française située dans le département de la Meuse, en région Grand Est.

## Géographie

### Situation
La source de l'Orne se situe à 4 kilomètres de Maucourt sur les hauteurs du village d'Ornes.

#### Communes limitrophes
| Ornes     | Ornes             |           |
| Ornes     | Maucourt-sur-Orne | Mogeville |
| Bezonvaux | Mogeville         | Mogeville |

### Hydrographie

#### Réseau hydrographique
La commune est dans le bassin versant du Rhin au sein du bassin Rhin-Meuse. Elle est drainée par l'Orne, le ruisseau de Bezonvaux et le ruisseau de Russe,.
L'Orne, d'une longueur de 86 km, prend sa source dans la commune de Ornes et se jette  dans la Moselle à Richemont, après avoir traversé 25 communes. 

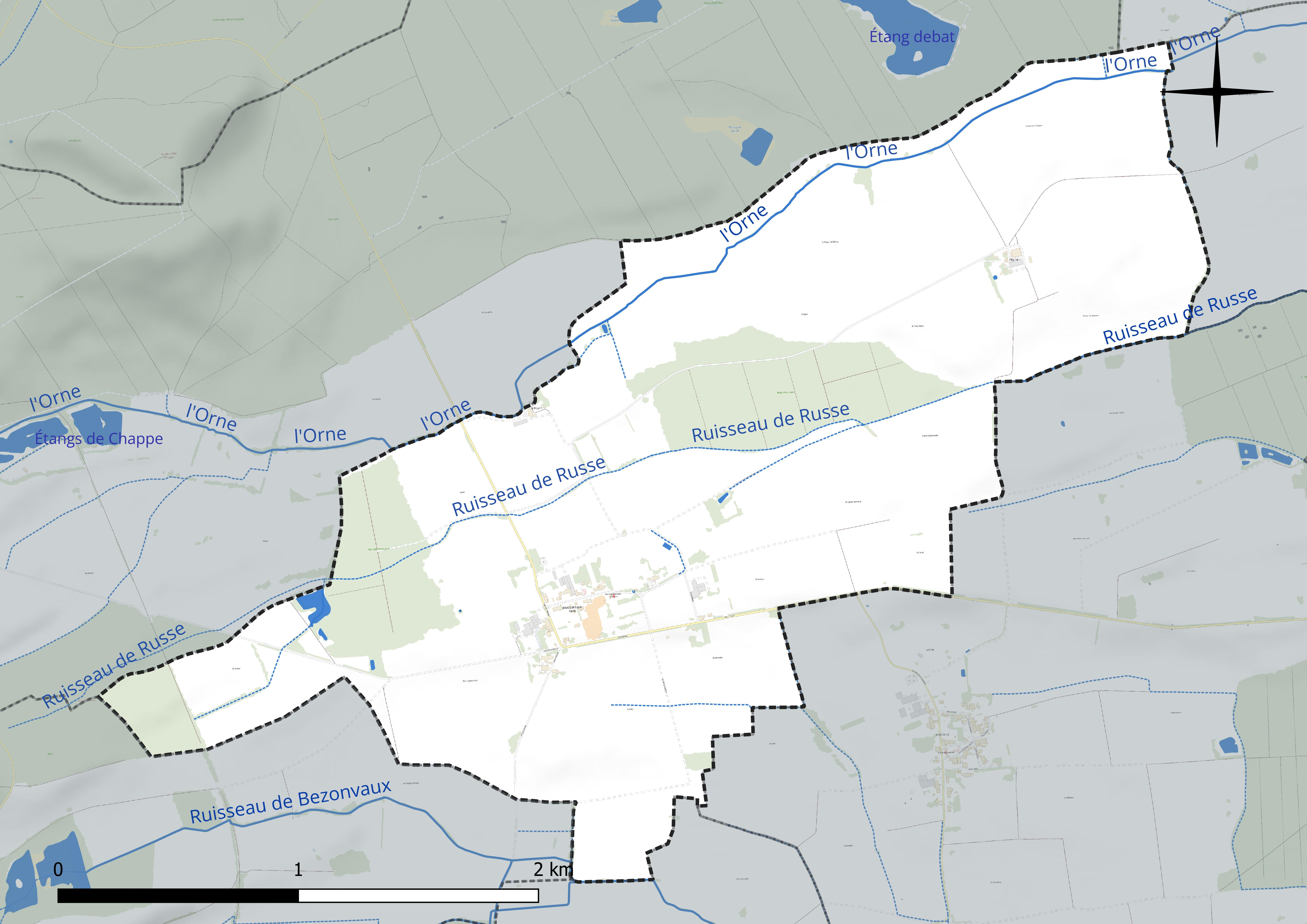
Réseau hydrographique de Maucourt-sur-Orne.

#### Gestion et qualité des eaux
Le territoire communal est couvert par le schéma d'aménagement et de gestion des eaux (SAGE) « Bassin ferrifère ». Ce document de planification concerne le périmètre des anciennes galeries des mines de fer, des aquifères et des bassins versants hydrographiques associés qui s’étend sur 2 418 km2. Les bassins versants concernés sont celui de la Chiers en amont de la confluence avec l'Othain, et ses affluents (la Crusnes, la Pienne, l'Othain), celui de l'Orne et ses affluents et celui de la Fensch, le Veymerange, la Kiesel et les parties françaises du bassin versant de l'Alzette et de ses affluents (Kaylbach, ruisseau de Volmerange). Il a été approuvé le 27 mars 2015. La structure porteuse de l'élaboration et de la mise en œuvre est la région Grand Est. 
La qualité des cours d’eau peut être consultée sur un site dédié géré par les agences de l’eau et l’Agence française pour la biodiversité. 

### Climat
Pour des articles plus généraux, voir Climat du Grand Est et Climat de la Meuse.
En 2010, le climat de la commune est de type climat des marges montargnardes, selon une étude du Centre national de la recherche scientifique s'appuyant sur une série de données couvrant la période 1971-2000. En 2020, Météo-France publie une typologie des climats de la France métropolitaine dans laquelle la commune est exposée à un climat océanique altéré et est dans la région climatique  Lorraine, plateau de Langres, Morvan, caractérisée par un hiver rude (1,5 °C), des vents modérés et des brouillards fréquents en automne et hiver. 
Pour la période 1971-2000, la température annuelle moyenne est de 9,5 °C, avec une amplitude thermique annuelle de 16,1 °C. Le cumul annuel moyen de précipitations est de 877 mm, avec 13,8 jours de précipitations en janvier et 9,5 jours en juillet. Pour la période 1991-2020, la température moyenne annuelle observée sur la station météorologique de Météo-France la plus proche, « Rouvres-en-woevre », sur la commune de Rouvres-en-Woëvre à 14 km à vol d'oiseau, est de 10,8 °C et le cumul annuel moyen de précipitations est de 668,3 mm. 
La température maximale relevée sur cette station est de 40,2 °C, atteinte le 24 juillet 2019 ; la température minimale est de −15,4 °C, atteinte le 7 février 2012,,. 
Les paramètres climatiques de la commune ont été estimés pour le milieu du siècle (2041-2070) selon différents scénarios d'émission de gaz à effet de serre à partir des nouvelles projections climatiques de référence DRIAS-2020. Ils sont consultables sur un site dédié publié par Météo-France en novembre 2022.

## Urbanisme

### Typologie
Au 1er janvier 2024, Maucourt-sur-Orne est catégorisée commune rurale à habitat très dispersé, selon la nouvelle grille communale de densité à sept niveaux définie par l'Insee en 2022.
Elle est située hors unité urbaine. Par ailleurs la commune fait partie de l'aire d'attraction de Verdun, dont elle est une commune de la couronne,. Cette aire, qui regroupe 103 communes, est catégorisée dans les aires de moins de 50 000 habitants,.

### Occupation des sols
L'occupation des sols de la commune, telle qu'elle ressort de la base de données européenne d’occupation biophysique des sols Corine Land Cover (CLC), est marquée par l'importance des territoires agricoles (86,3 % en 2018), une proportion identique à celle de 1990 (86,3 %). La répartition détaillée en 2018 est la suivante : 
terres arables (65,4 %), prairies (20,9 %), forêts (13,7 %). L'évolution de l’occupation des sols de la commune et de ses infrastructures peut être observée sur les différentes représentations cartographiques du territoire : la carte de Cassini (XVIIIe siècle), la carte d'état-major (1820-1866) et les cartes ou photos aériennes de l'IGN pour la période actuelle (1950 à aujourd'hui).

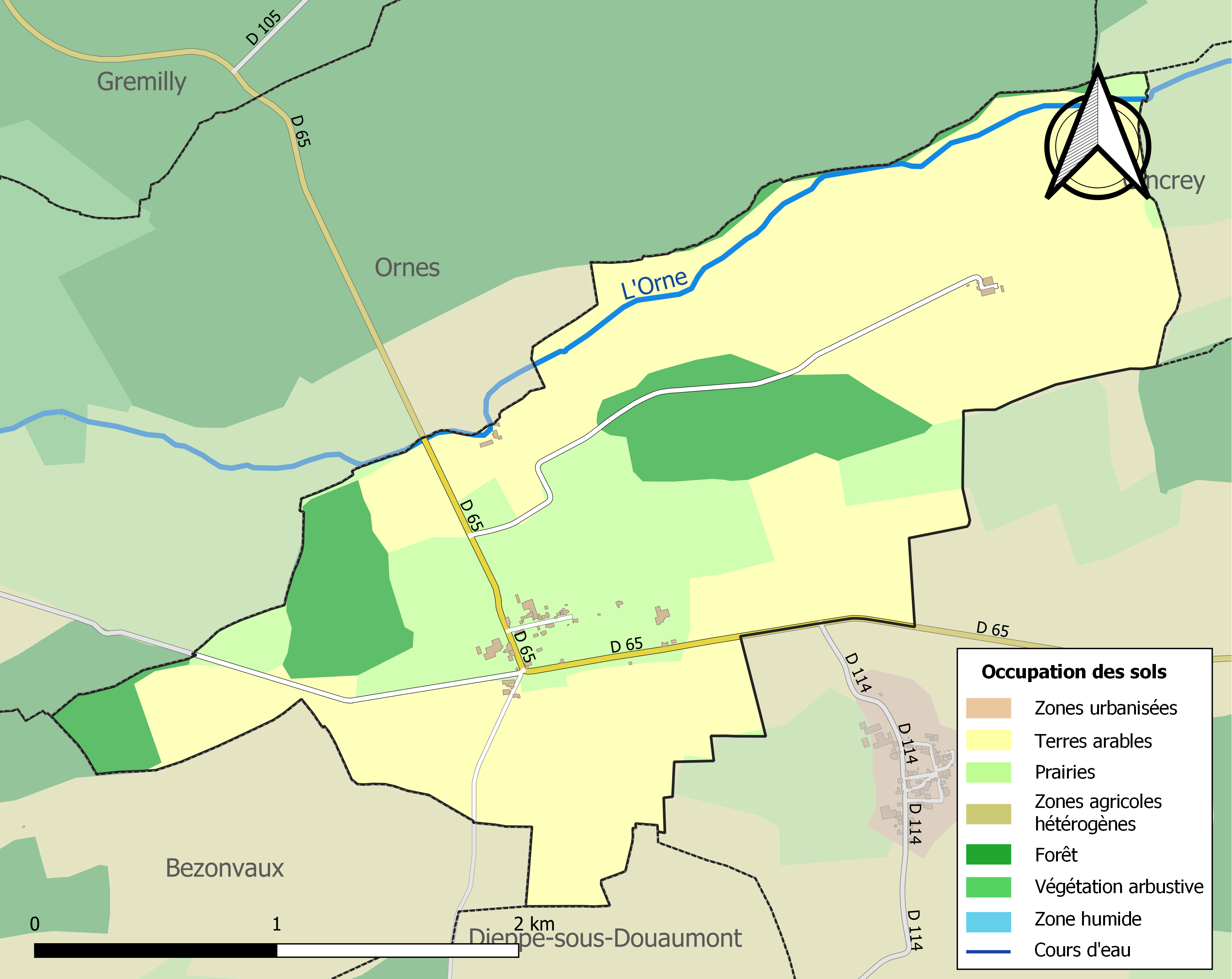
Carte des infrastructures et de l'occupation des sols de la commune en 2018 (CLC).

## Toponymie
Le nom de la localité est attesté sous les formes Marculfi-curtis (940) ; Marcolfi-villa (940) ; Marculfi ecclesia (952) ; Marculficortis (1107) ; Marculficatis, Maulcourt (1107) ; Maucour (1189) ; Maulcourt, Malacurta (1642) ; Mocour (1700) ; Mala-curia (1738) ; Par arrêté préfectoral du 24.02.1922, Maucourt prend le nom de Maucourt-sur-Orne ( J.O., 1922 , 3, 2622 ).

L,Orne est une rivière de l'Est de la France qui coule dans les départements lorrains de la Meuse, de Meurthe-et-Moselle et de la Moselle, dans le Grand Est.

## Histoire
Guerre de 1914-1918. André Maginot a été blessé à Maucourt le 9 novembre 1914 à l'orée du bois des haies avec ses patrouilleurs. Un monument construit en 1937 à 100 mètres de ce bois rappelait le lieu précis de l'affrontement. Il n'y avait aucun accès pour se rendre près de cette stèle. Ce monument fut déplacé en 1996 de 1 200 mètres vers l'ouest mais toujours en face du bois où André Maginot et ses patrouilleurs sont tombés en embuscade.
Cinq soldats sont morts lors de l'opération. Deux patrouilleurs ont ramené sur un fusil André Maginot à Maucourt. Il est ensuite conduit à l'hôpital de Verdun où il commence une convalescence de six mois. Durant cette période il écrit ses récits Carnets de patrouille, cette guerre le mène tout au long de sa vie à réfléchir toujours sur la paix. Remis difficilement de ses blessures, il reprend ses activités en tant que ministre. Il crée le ministère des pensions.
En 2008, un parcours « sur les pas d'André Maginot » est créé dans le village. L'ancien lavoir en est le cœur. Une maquette représente les différentes patrouilles qu'il a effectuées pendant les quatre mois du début de guerre. Des panneaux expliquent sa vie son engagement pour la paix. André Maginot est citoyen de Maucourt-sur-Orne.

## Politique et administration
| Période                                  | Période   | Identité        | Étiquette | Qualité |
| ---------------------------------------- | --------- | --------------- | --------- | ------- |
| Les données manquantes sont à compléter. |           |                 |           |         |
| mars 2001                                | mars 2014 | Alain Louppe    |           |         |
| mars 2014                                | mai 2020  | Alain Lietz     |           |         |
| mai 2020                                 | En cours  | Vincent Saidani |           |         |

## Population et société

### Démographie
L'évolution du nombre d'habitants est connue à travers les recensements de la population effectués dans la commune depuis 1793. Pour les communes de moins de 10 000 habitants, une enquête de recensement portant sur toute la population est réalisée tous les cinq ans, les populations de référence des années intermédiaires étant quant à elles estimées par interpolation ou extrapolation. Pour la commune, le premier recensement exhaustif entrant dans le cadre du nouveau dispositif a été réalisé en 2004.

En 2022, la commune comptait 49 habitants, en évolution de −18,33 % par rapport à 2016 (Meuse : −4,4 %, France hors Mayotte : +2,11 %).
| 1793 | 1800 | 1806 | 1821 | 1831 | 1836 | 1841 | 1846 | 1851 |
| ---- | ---- | ---- | ---- | ---- | ---- | ---- | ---- | ---- |
| 236  | 275  | 259  | 262  | 291  | 261  | 278  | 268  | 254  |

| 1856 | 1861 | 1866 | 1872 | 1876 | 1881 | 1886 | 1891 | 1896 |
| ---- | ---- | ---- | ---- | ---- | ---- | ---- | ---- | ---- |
| 239  | 234  | 238  | 219  | 249  | 226  | 200  | 200  | 187  |

| 1901 | 1906 | 1911 | 1921 | 1926 | 1931 | 1936 | 1946 | 1954 |
| ---- | ---- | ---- | ---- | ---- | ---- | ---- | ---- | ---- |
| 182  | 159  | 179  | 64   | 77   | 88   | 83   | 73   | 116  |

| 1962 | 1968 | 1975 | 1982 | 1990 | 1999 | 2004 | 2006 | 2009 |
| ---- | ---- | ---- | ---- | ---- | ---- | ---- | ---- | ---- |
| 122  | 70   | 63   | 54   | 44   | 44   | 45   | 47   | 56   |

| 2014 | 2019 | 2022 | - | - | - | - | - | - |
| ---- | ---- | ---- | - | - | - | - | - | - |
| 60   | 51   | 49   | - | - | - | - | - | - |

## Économie
Le village de Maucourt n'a pas d'artisanat.

## Culture locale et patrimoine

### Lieux et monuments
- L'église Saint-Rémi du XIXe siècle, reconstruite de 1921 à 1931.
- Monument André-Maginot. Monument dédié aux cinq patrouilleurs tombés au Champ d'honneur ainsi qu'à ses soldats blessés.
- Un cadran solaire se situe sur la place de l'église. Il cache la mémoire des habitants du XXe siècle, à ouvrir le 6 octobre 2101.

La commune de Maucourt-sur-Orne a réalisé un parcours sur la citoyenneté. Les valeurs d'André Maginot, homme d'État, soldat, humaniste nous servent d'outil pour réfléchir sur l'avenir de notre communauté de France et d'Europe. Cinquante panneaux sont exposés ; ils sont réalisés par des enfants de trente classes de Meuse.

### Personnalités liées à la commune
- André Maginot, citoyen de Maucourt.

### Héraldique
| Blason de Maucourt-sur-Orne | Blason  | Tiercé en pal : au 1er d'azur à une colombe d'argent tenant dans son bec un rameau d'olivier d'or, au 2e de gueules au chevron d'or en chef surmontant une croix de Lorraine d'argent, au 3e de sinople à une feuille de chêne englantée d'une pièce d'argent surmontant une trangle ondée abaissée du même. Ornements extérieursCroix de guerre 1914-1918                                            |
| Blason de Maucourt-sur-Orne | Détails | La colombe est le symbole de la paix, de l'unité et de la bonne volonté. Le chevron d'or représente le galon d'or du sergent André Maginot, député de la Meuse, volontairement sur le front en 1914. La croix de Lorraine évoque la résistance, la liberté. La feuille de chêne et la trangle ondée (l'eau) représentent ici les arbres de la forêt de Maucourt et l'Orne. Adopté le 31 juillet 2023. |